# Valča
Valča (in ungherese Valcsa) è un comune della Slovacchia facente parte del distretto di Martin, nella regione di Žilina.